# Kröller-Müller Museum

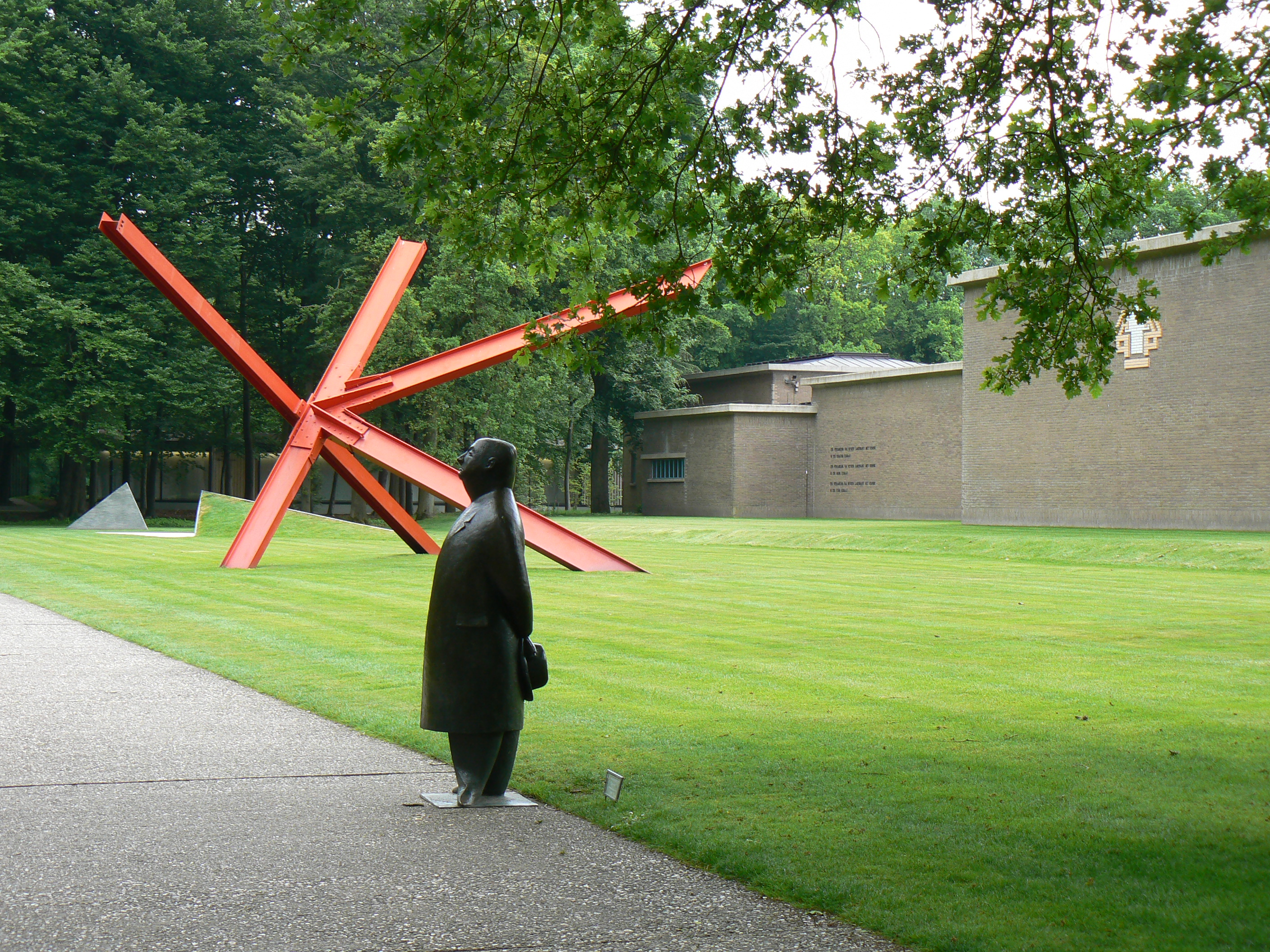
Eingang zum Kröller-Müller Museum (2008); die rote Skulptur K-piece vor dem Haus stammt von Mark di Suvero (1972)

Das Kröller-Müller Museum ist ein Kunstmuseum im Nationalpark De Hoge Veluwe nahe der Ortschaft Otterlo in den Niederlanden, nordwestlich von Arnheim, das 1938 eröffnet wurde. Das Museum besitzt allein 87 Gemälde von Vincent van Gogh und hat damit die zweitgrößte Van-Gogh-Sammlung der Welt nach dem Van Gogh Museum in Amsterdam. Neben bedeutenden Gemälden anderer Künstler ist das Kröller-Müller Museum auch für seinen großen Skulpturengarten bekannt. Als Kulturdenkmal der Niederlande hat es die Rijksmonument-Nr. 523562.

## Geschichte

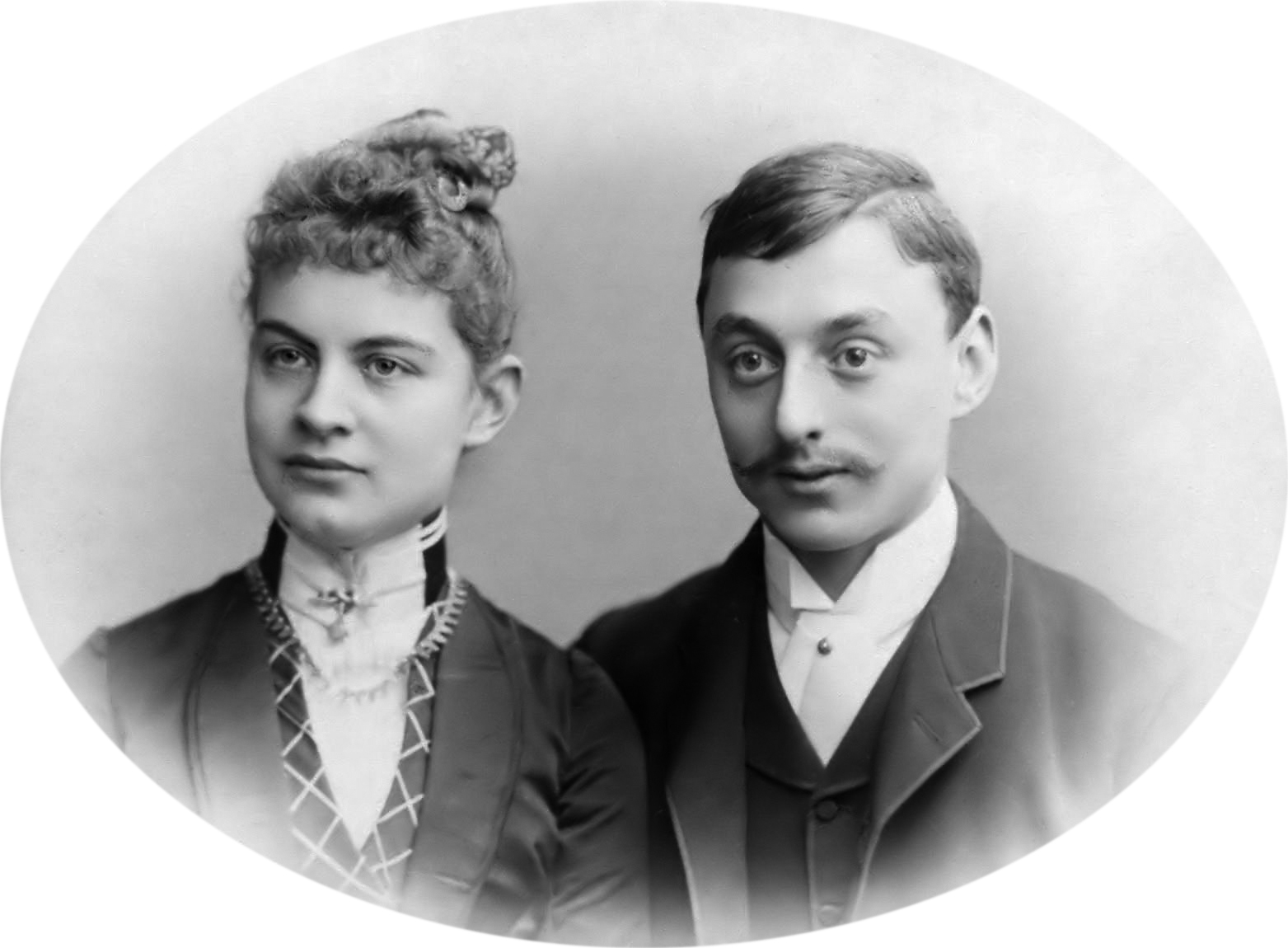
Helene Kröller-Müller und Anton Kröller, um 1888

Das Museum geht zurück auf die Kunstsammlung der deutschstämmigen Helene Kröller-Müller (1869–1939). Die in Horst bei Essen geborene Helene Müller war Tochter eines Stahlindustriellen, der über sein Handelsunternehmen auch über Geschäftsbeziehungen in die Niederlande verfügte. 1888 heiratete sie Anton Kröller (1862–1941), den jüngeren Bruder des Leiters des Rotterdamer Büros der Reederei Wm. H. Müller & Co. und zog nach Den Haag. Hier besuchte sie ab 1907 „Lehrstunden über Kunstgeschichte“ beim renommierten Kunsthistoriker Hendricus Petrus Bremmer. Dieser blieb ihr Leben lang ihr wichtigster Berater in künstlerischen Angelegenheiten und gab die wesentlichen Impulse beim Aufbau der Sammlung.
Die ersten bedeutenden Ankäufe waren 1909 drei Werke Vincent van Goghs: Sonnenblumen, Die Säer und Stillleben mit Flasche und Zitrone. In kurzer Zeit wuchs die Sammlung von Frau Kröller-Müller, wobei sie nicht nur bei Händlern in den Niederlanden, Belgien, Deutschland und Frankreich kaufte, sondern, wie beispielsweise bei Paul Signac, direkt in den Ateliers der Künstler. Während eines Florenzaufenthaltes 1910 kam ihr angesichts des Erbes der Medici erstmals der Gedanke, ihre Sammlung in einem eigenen Haus der Öffentlichkeit zu zeigen.
Im Haus Lange Voorhout 1 in Den Haag eröffnete sie ein erstes, privates Museum. Für einen Neubau fanden mit verschiedenen Architekten lange Diskussionen über Entwürfe statt, die alle nicht zur Ausführung kamen. Erst nachdem die inzwischen aus über 4000 Zeichnungen, 275 Bildhauerarbeiten und mehreren Hundert Gemälden bestehende Sammlung 1935 als Schenkung in den Besitz des niederländischen Staates gelangte, entstand als Provisorium der Kern des heutigen Museumsbaus östlich von Otterlo. Die ursprüngliche Sammlung wurde nach dem Tod der Sammlerin nur geringfügig erweitert. 1961 entstand mit der Einweihung eines Skulpturenparks ein neues Arbeitsgebiet des Museums.

## Gebäude
Der erste Architekt, den das Ehepaar mit der Planung eines Gebäudes für die Sammlung beauftragte, war Peter Behrens. Er entwarf 1911 das Landhaus Ellenwoude in Wassenaar, das als Wohnhaus mit großem Galerietrakt konzipiert war. Dieser kubische Baukörper wirkte repräsentativ und besaß eine klare, klassische Formgebung. Nachdem die vorgelegten Zeichnungen Frau Kröller-Müller nicht überzeugten, entstand am Bauplatz ein Modell aus Holz und Leinwand in Originalgröße, was jedoch dazu führte, den Architekten zu wechseln.
Nun erhielt zunächst der Mitarbeiter von Behrens Ludwig Mies van der Rohe den Auftrag für den Bau von Ellenwoude, wobei auf Drängen des Beraters H. P. Bremmer auch Hendrik Petrus Berlage aufgefordert wurde, Entwürfe einzureichen. Beide Architekten stellten ihre Entwürfe 1912 vor und auch der Entwurf van der Rohes wurde als Modell in Originalgröße errichtet. Zur Ausführung kamen jedoch beide Entwürfe nicht. Während sich das Ehepaar von Mies van der Rohe trennte, erhielt Berlage nun ein eigenes Büro oberhalb der Museumsräume von Frau Kröller-Müller in Den Haag.
Nach dem Ankauf des Nationalparks Hoge Veluwe in der Provinz Gelderland als Jagd- und Reitgebiet für die Kröller-Müllers entschied sich das Paar nun hier für zwei Neubauten: ein Jagdhaus und in geringer Entfernung „beim Französischen Berg“ ein separater Museumsbau, die beide Berlage entwerfen sollte. Das Jachthuis Sint Hubertus (Jagdhaus St. Hubertus) entstand ab 1914, konnte bedingt durch den Ersten Weltkrieg und die damit verbundene Materialknappheit aber erst 1920 fertiggestellt werden. Ab 1916 arbeitete Berlage an den Entwürfen für das zu bauende Museum. Kurz darauf kam es zum Zerwürfnis zwischen dem Architekten und der Sammlerin, die daraufhin 1919 Henry van de Velde mit Entwürfen beauftragte. Dieser hatte bereits für den Sammler Karl Ernst Osthaus in Hagen das viel beachtete Museum Folkwang erbaut.
Van de Veldes Entwurf für die Kröller-Müllers fand das Wohlwollen der Sammlerin. Der auf 6 Millionen Gulden veranschlagte Bau wurde 1921 begonnen. Ein Jahr später, als bereits der Unterbau fertiggestellt war, kam es wegen der internationalen Rezession und damit verbundenen wirtschaftlichen Schwierigkeiten des Ehepaars Kröller-Müller jedoch zum Baustopp. Dieses Gebäude ist nie zu Ende gebaut worden.

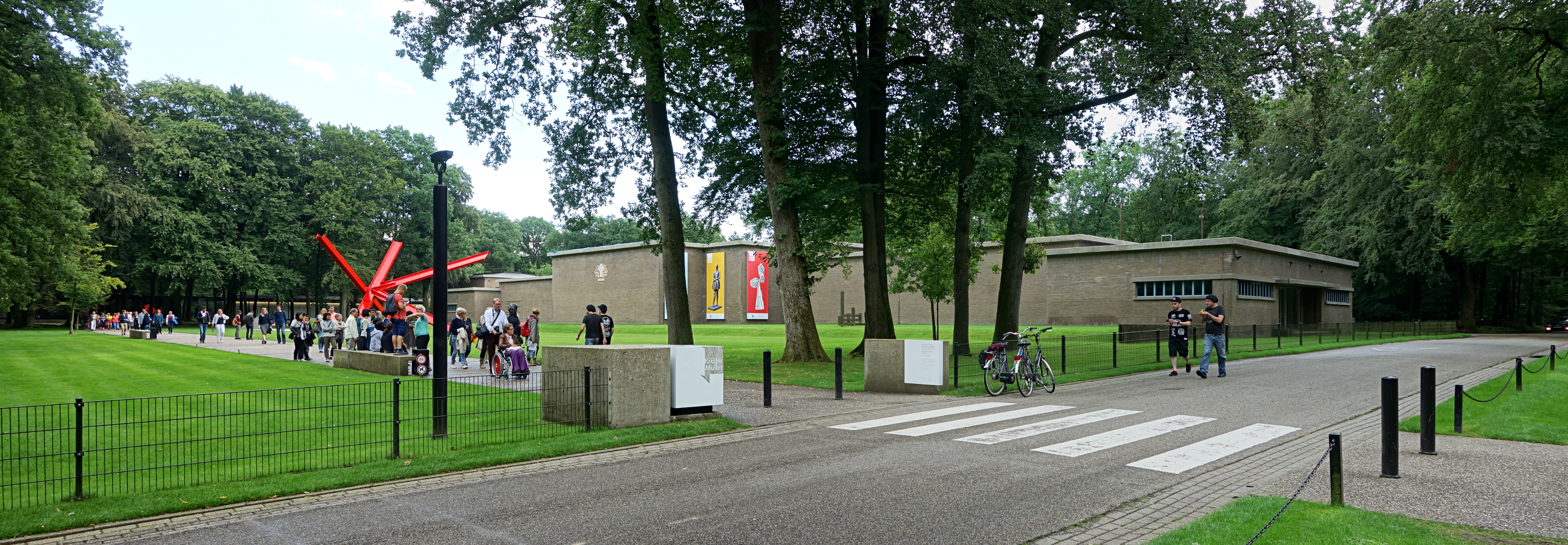
Das Kröller-Müller Museum, errichtet von Henry van de Velde und Wim Quist

Das Jagdhaus und das gesamte Gebiet der Hoge Veluwe sind 1935 in eine Stiftung überführt worden, während die Kunstsammlung der niederländische Staat erhielt. Diese Schenkung erfolgte unter der Bedingung, dass auf dem Gebiet der Hoge Veluwe unter der Leitung des Architekten van de Velde innerhalb von fünf Jahren ein Museum für die Kunstsammlung zu bauen sei. Nicht am ursprünglichen Standort, sondern in einem Waldstück etwas weiter südlich entstand als „Übergangsmuseum“ in den Jahren 1937 bis 1938 als Arbeitsbeschaffungsmaßnahme der Regierung ein von van de Velde entworfenes Provisorium. Dieser schlichte Bau ist bis heute der Kern des Museums und beherbergt die Sammlung. Einen Erweiterungsbau aus den Jahren 1972–1977 entwarf der niederländische Architekt Wim G. Quist. Hier sind Räume für Wechselausstellungen und das Museumscafé untergebracht.

## Sammlung
Den Kern der Museumssammlung stellen die durch Helene Kröller-Müller mit Hilfe von H. P. Bremmer zwischen 1908 und 1922 zusammengetragenen Gemälde und Zeichnungen dar, wobei hier die umfangreichen Bestände mit Arbeiten von Vincent van Gogh einen Höhepunkt bilden. Die Sammlung von Frau Kröller-Müller besteht überwiegend aus Kunstwerken, die während ihres eigenen Lebens entstanden und damals noch nicht die allgemeine Anerkennung fanden oder aber von der Kunstkritik negativ beurteilt wurden. Durch den Ankauf eines ersten kubistischen Gemäldes von Juan Gris 1913 entwickelte sich die Sammlung zu einer der ersten bedeutenden, modernen Kunstsammlungen der Welt.
In ihrem 1927 erschienenen Buch Die Entwicklung der modernen Malerei: ein Wegweiser für Laien erläuterte die Sammlerin, dass es ihr darum gehe, den Gesamteindruck der Entwicklungen in der Malerei darzustellen. Aus diesem Grund erwarb Helene Kröller-Müller auch altägyptische, chinesische, japanische, siamesische, javanische und griechische Skulpturen und Keramiken sowie fast 80 Gemälde des 15. bis 17. Jahrhunderts. Beispiele dieser Gemälde sind Venus und Amor von Hans Baldung Grien, Venus und Amor als Honigdieb von Lucas Cranach dem Älteren, Die Anbetung der Könige aus dem Umkreis des Giovanni di Paolo, ein Porträt der Frau von Westerburg von Bartholomäus Bruyn dem Älteren, Das Frühstück von Floris van Schooten und Der Raucher von Jan Steen.
Das Museum besitzt eine größere Auswahl von Werken des französischen Realismus. Hierzu zählen von Jean-Baptiste Camille Corot das Landschaftsgemälde Aussicht auf Soissons, von Gustave Courbet das Porträt der Frau Jolicler, von Henri Fantin-Latour ein Stillleben mit Blumentopf, Birnen und Granatäpfeln, von Jean-François Millet eine Brotbackende Frau und von Adolphe Joseph Monticelli ein Blumenarrangement. Aus der gleichen Zeit sind die niederländischen Maler Matthijs Maris mit Die Spinnerin und Johan Barthold Jongkind mit Fischerboot am Strand im Museum zu sehen.
Am Beginn der Sammlung moderner Malerei stehen Werke des Impressionismus. Édouard Manets Frühwerk Porträt eines Mannes aus dem Jahr 1860 bildet hierbei den Anfang. Von Claude Monet zeigt das Museum Das Boot des Malers (Der Künstler hatte es sich bauen lassen, um vom Wasser aus die Landschaft direkt in der Natur malen zu können). Vom selben Maler ist außerdem ein Porträt der Guurtje Van de Stadt zu sehen. Ebenfalls zwei Werke sind von Pierre-Auguste Renoir zu sehen. Neben einer kleinen Ölskizze Das Café besitzt das Museum mit der lebensgroßen Darstellung des Clown eine der wichtigsten Arbeiten des Künstlers. In der Nachfolge des Impressionismus stehen die Arbeiten Waldrand von Paul Gauguin und Der Weg am See von Paul Cézanne.

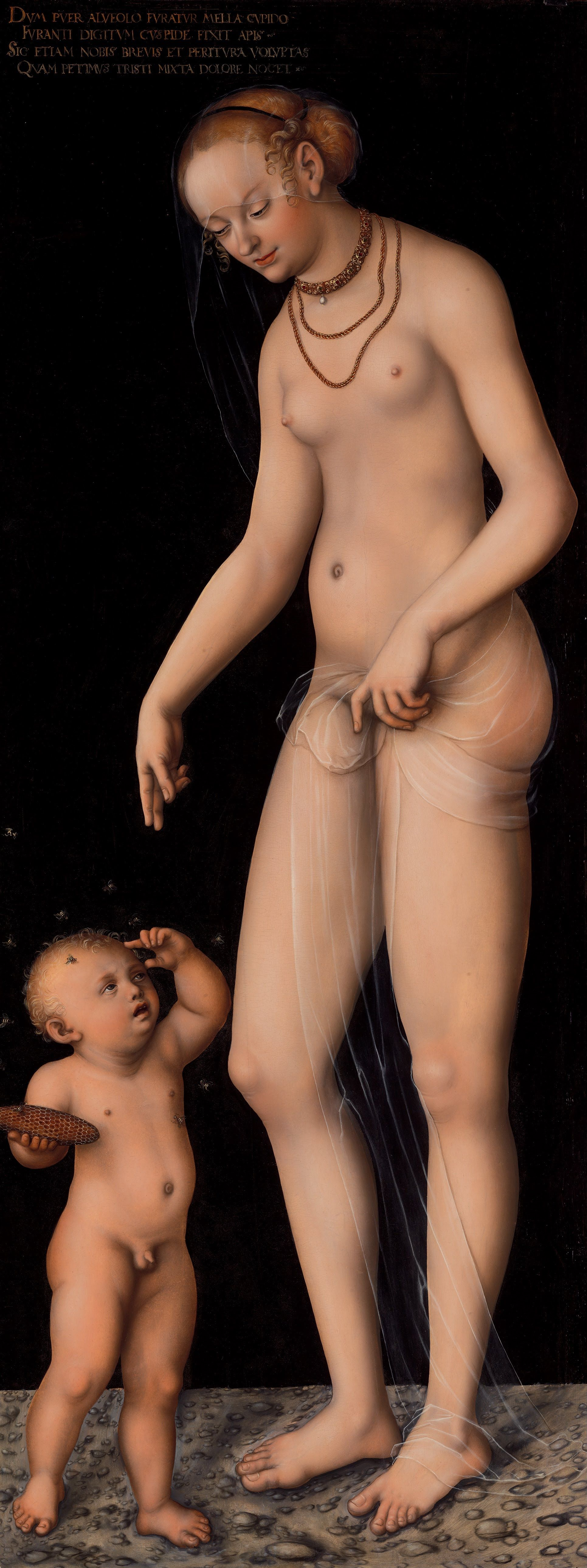
Lucas Cranach der Ältere: Venus und Amor als Honigdieb, nach 1537
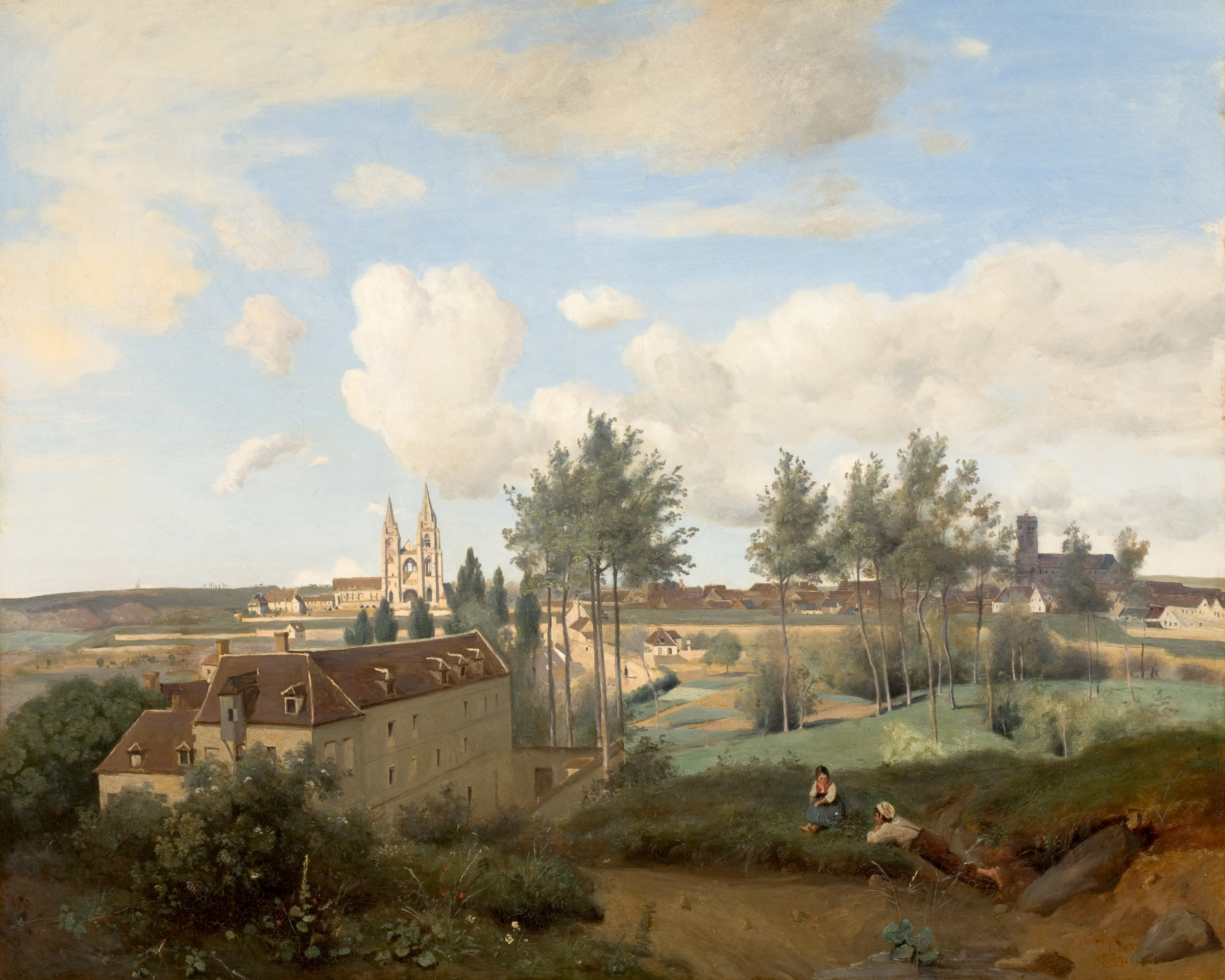
Jean-Baptiste Camille Corot: Aussicht auf Soissons, 1833
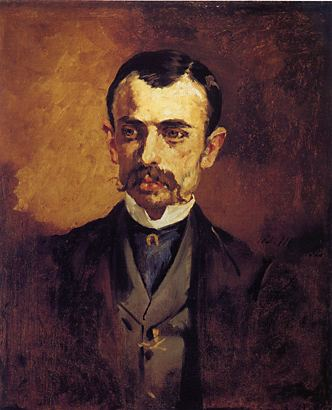
Édouard Manet: Porträt eines Mannes, 1860
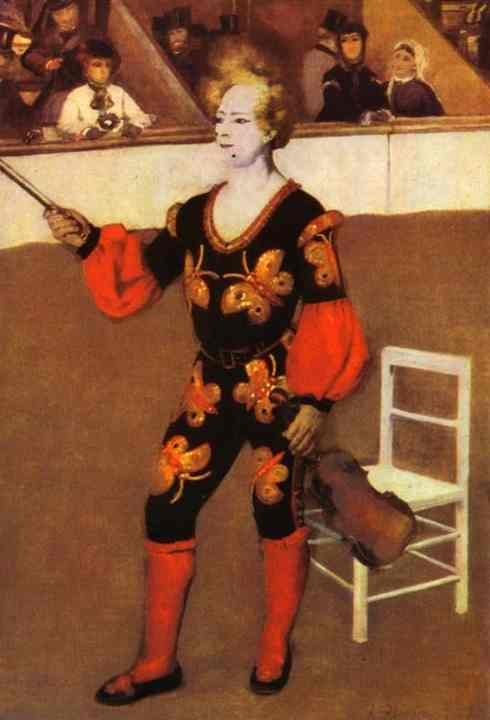
Pierre-Auguste Renoir: Der Clown, 1869
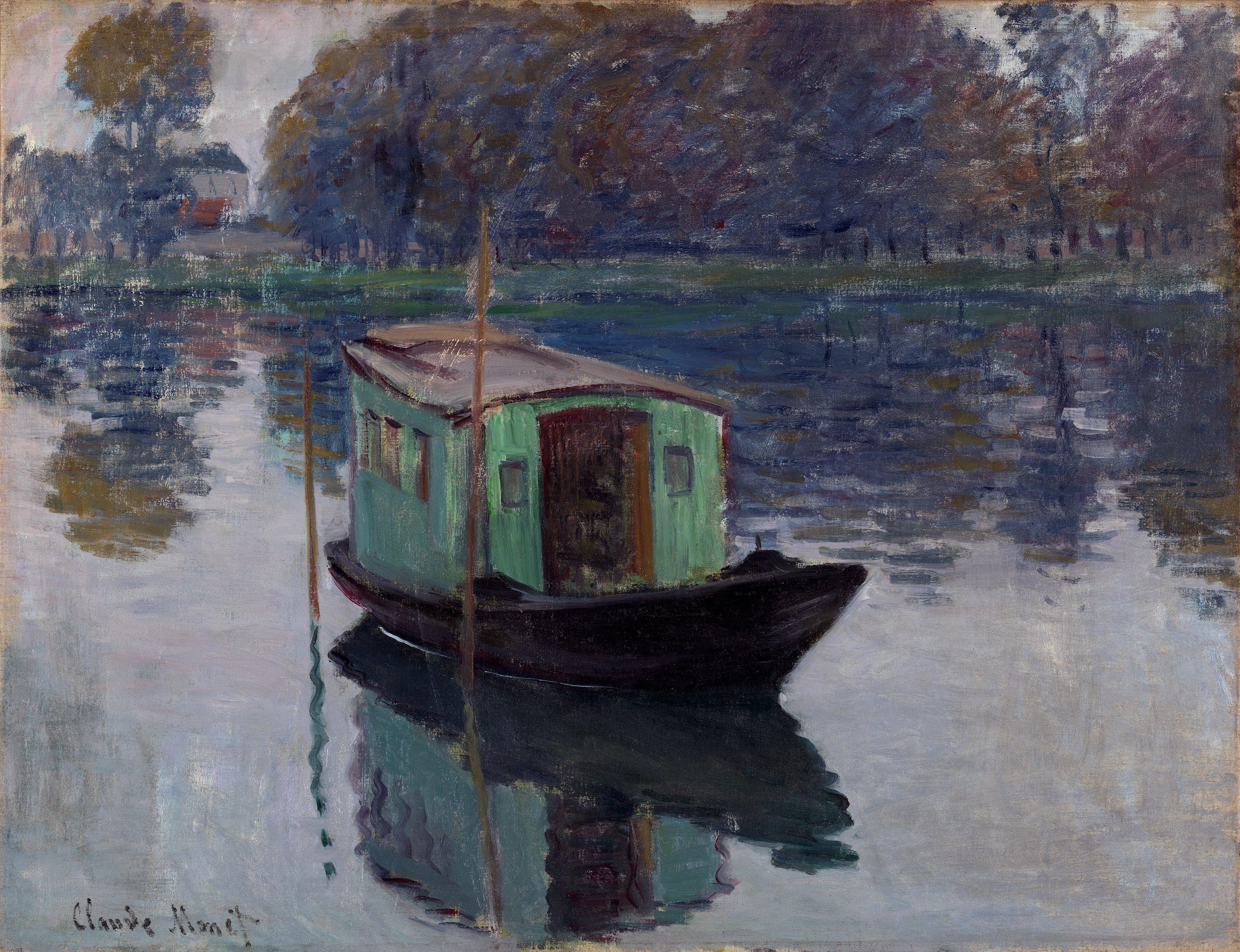
Claude Monet: Das Boot des Malers (Le Bateau-atelier), 1874
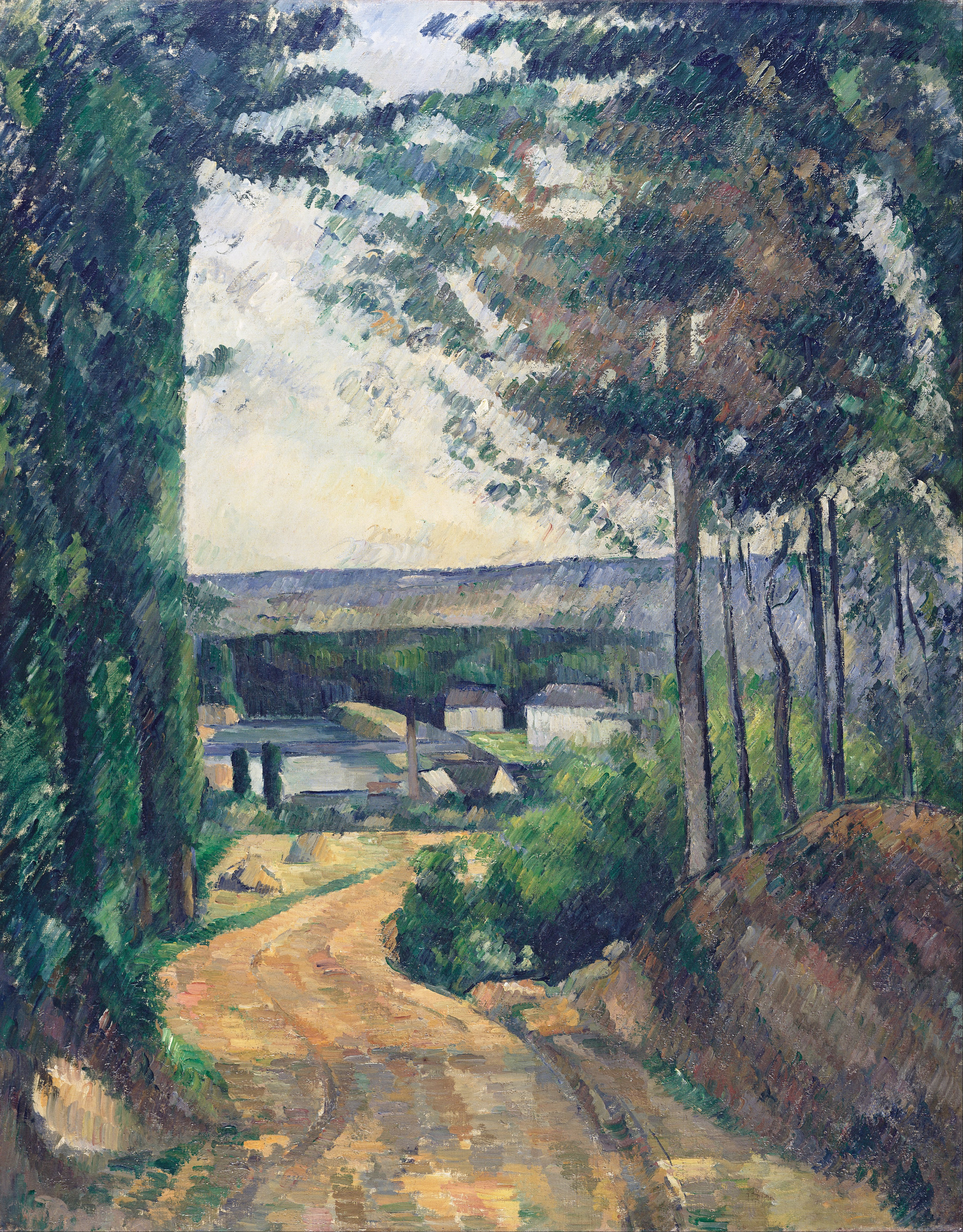
Paul Cézanne: Der Weg am See, 1880
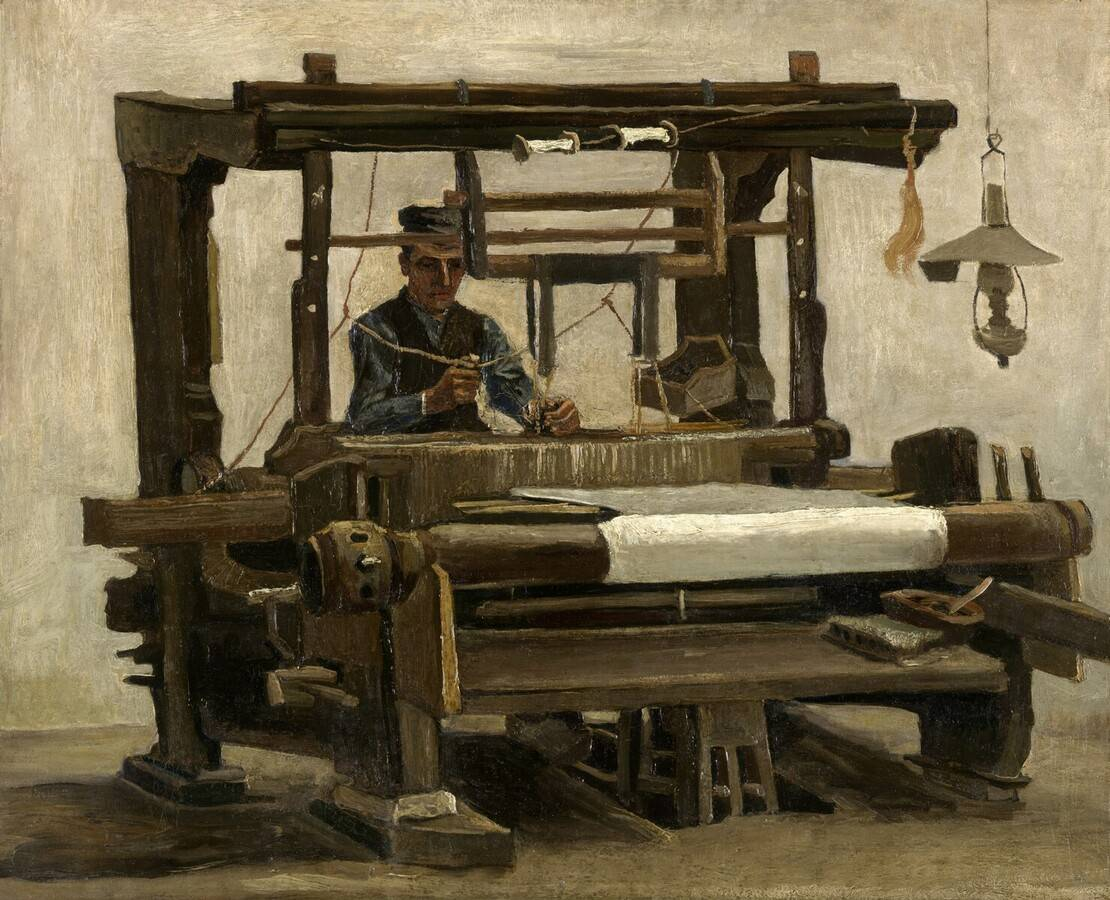
Vincent van Gogh: Weber am Webstuhl, 1884
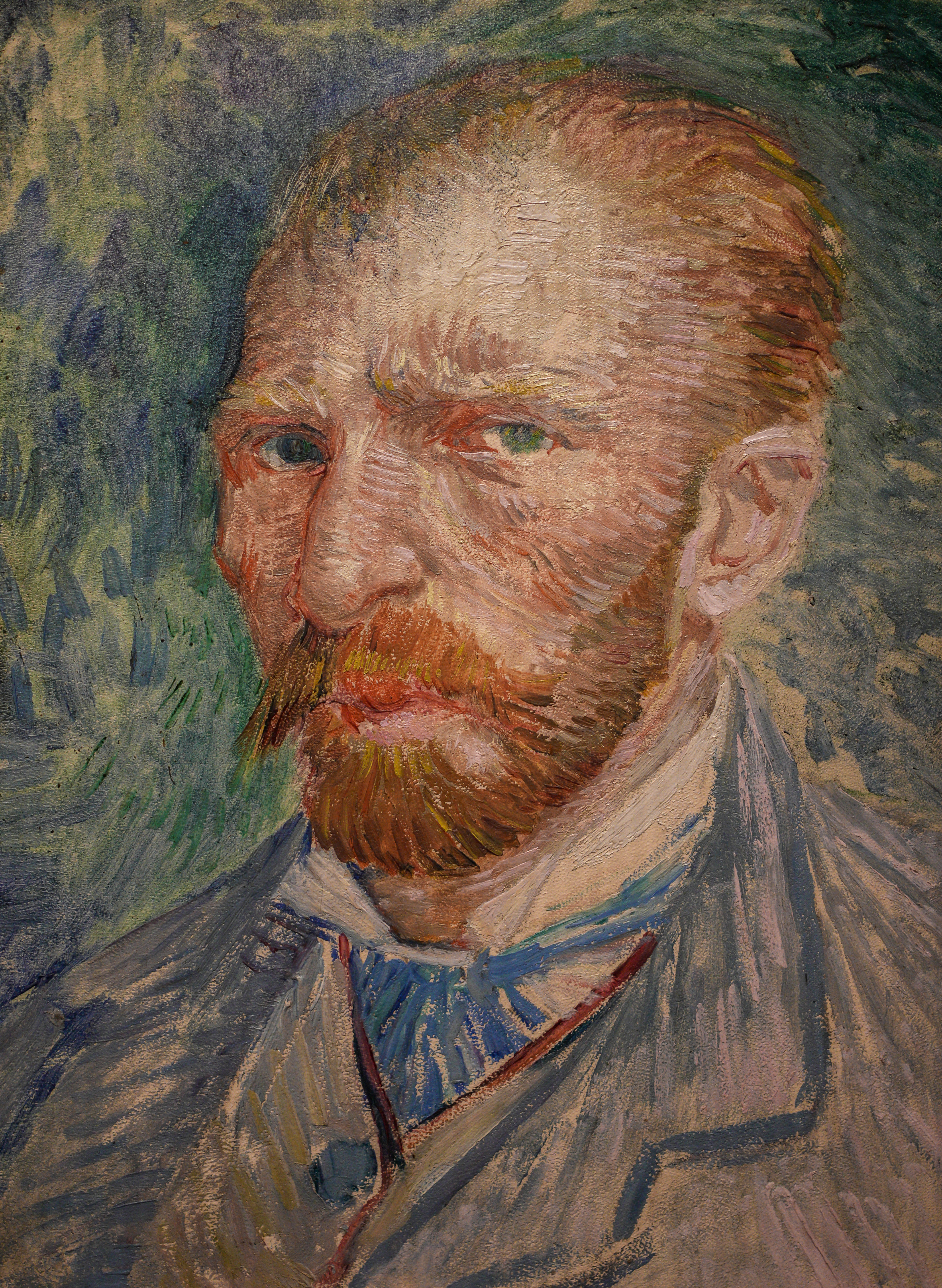
Vincent van Gogh: Selbstporträt, 1887
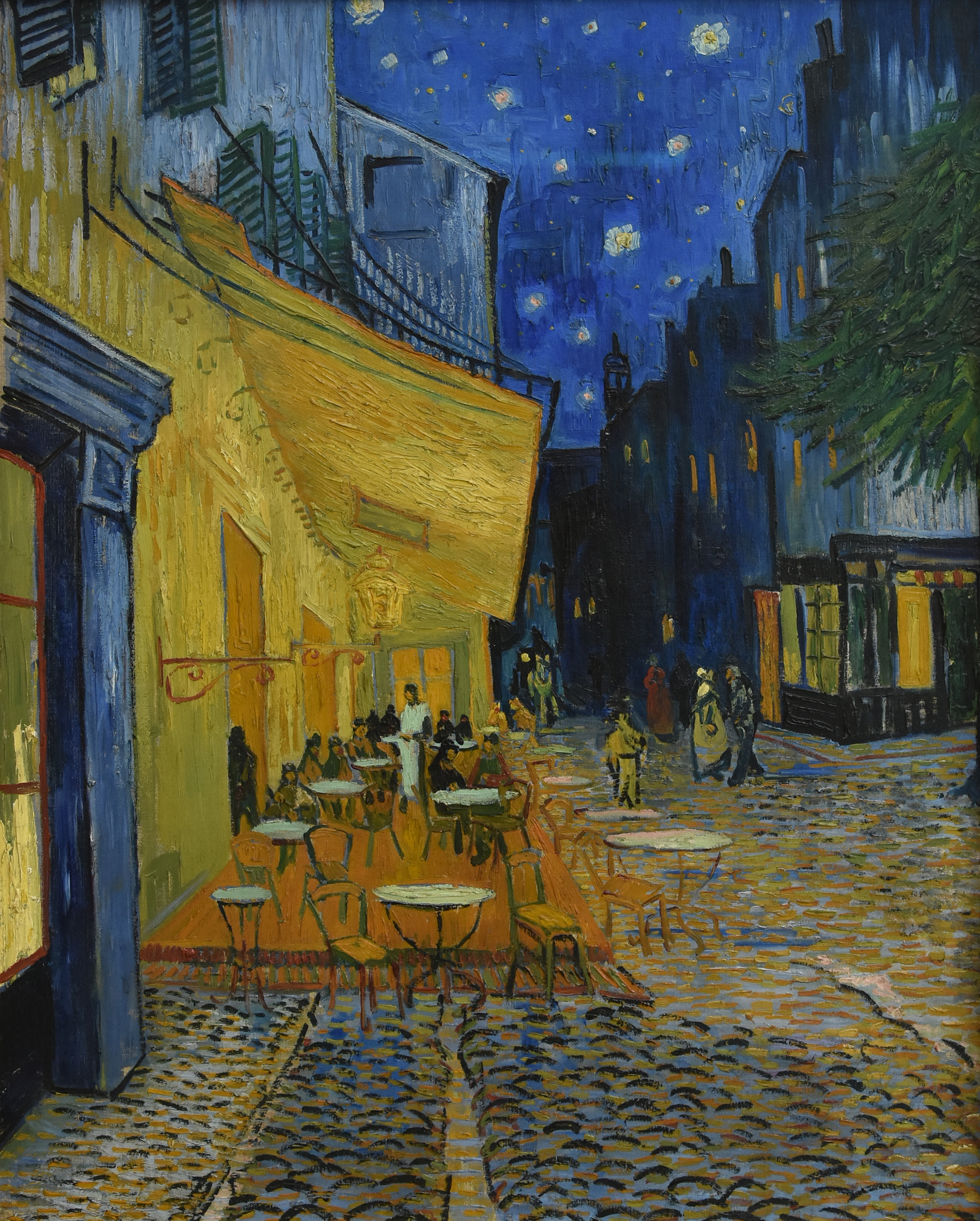
Vincent van Gogh: Caféterrasse bei Nacht, 1888
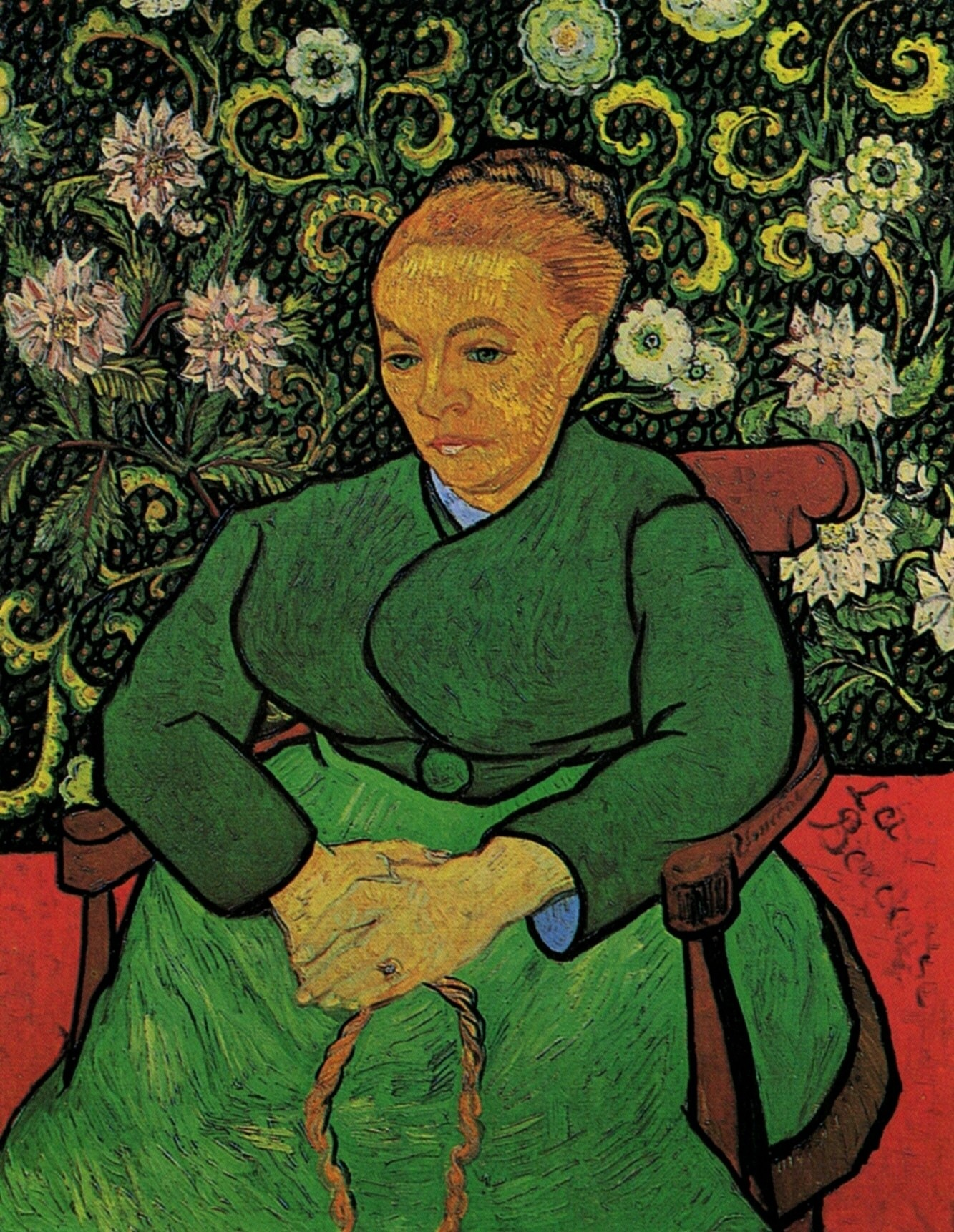
Vincent van Gogh: La Berceuse (Augustine Roulin), 1889

Die bedeutende Werkgruppe mit Arbeiten von Vincent van Gogh umfasst alle Schaffensphasen des Künstlers. Noch aus der niederländischen Periode stammen Webstuhl mit Weber, Vogelnester und eine Version von Die Kartoffelesser. Aus der vom Impressionismus geprägten Pariser Zeit des Malers sind Moulin de la Galette, Weideland und Interieur eines Restaurants im Museumsbesitz. Das bekannteste Werk im Kröller-Müller Museum ist eine Version von Caféterrasse am Abend aus der Zeit des Arles-Aufenthaltes von van Gogh. Aus dieser Zeit besitzt das Museum auch ein Selbstporträt, den Blick auf Les Saintes-Maries, Heustapel in der Provence, Korbweiden mit untergehender Sonne, eine Version von La Berceuse und das Stillleben mit Zeichenbrett und Zwiebeln. Schon in die Zeit in St. Rémy gehören Kornfeld mit Mäher und Sonne und Gras und Baumstämme, während Landschaft mit Bäumen ein Beispiel seiner Arbeiten in Auvers darstellt. Neben zahlreichen weiteren Gemälden besitzt das Museum auch eine umfangreiche Sammlung mit Zeichnungen des Künstlers, die immer wieder in Sonderausstellungen gezeigt werden.
Der sich parallel entwickelnde Pointillismus ist mit den wichtigsten Künstlern ebenfalls im Museum zu sehen. Von Georges Seurat befinden sich Der Hafen von Honfleur, Der Chahut, Der Kanal von Gravelines und Sonntag in Port-en-Bessin im Museum. Zu sehen sind weiterhin Familie in einem Obstgarten von Théo van Rysselberghe und Das Frühstück von Paul Signac. Beispiele der Malerei des Symbolismus sind April von Maurice Denis, Der Zyklop von Odilon Redon oder Die Rache des Narren Hop-Frog von James Ensor. Gemälde niederländischer Künstler der Jahrhundertwende im Museum sind Madonna im Tulpenland von Johan Thorn-Prikker und Das Meer von Jan Toorop.

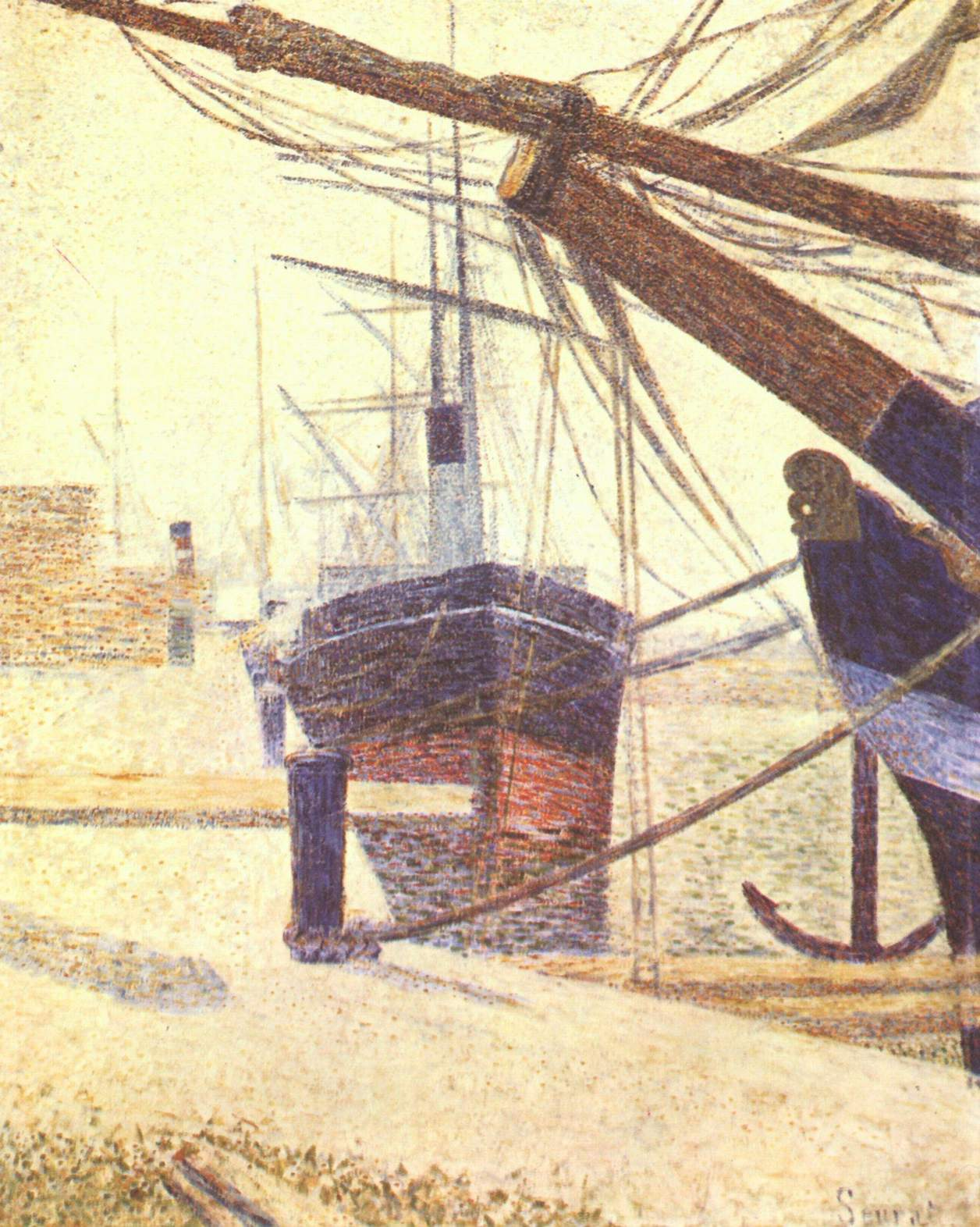
Georges Seurat: Der Hafen von Honfleur, 1886
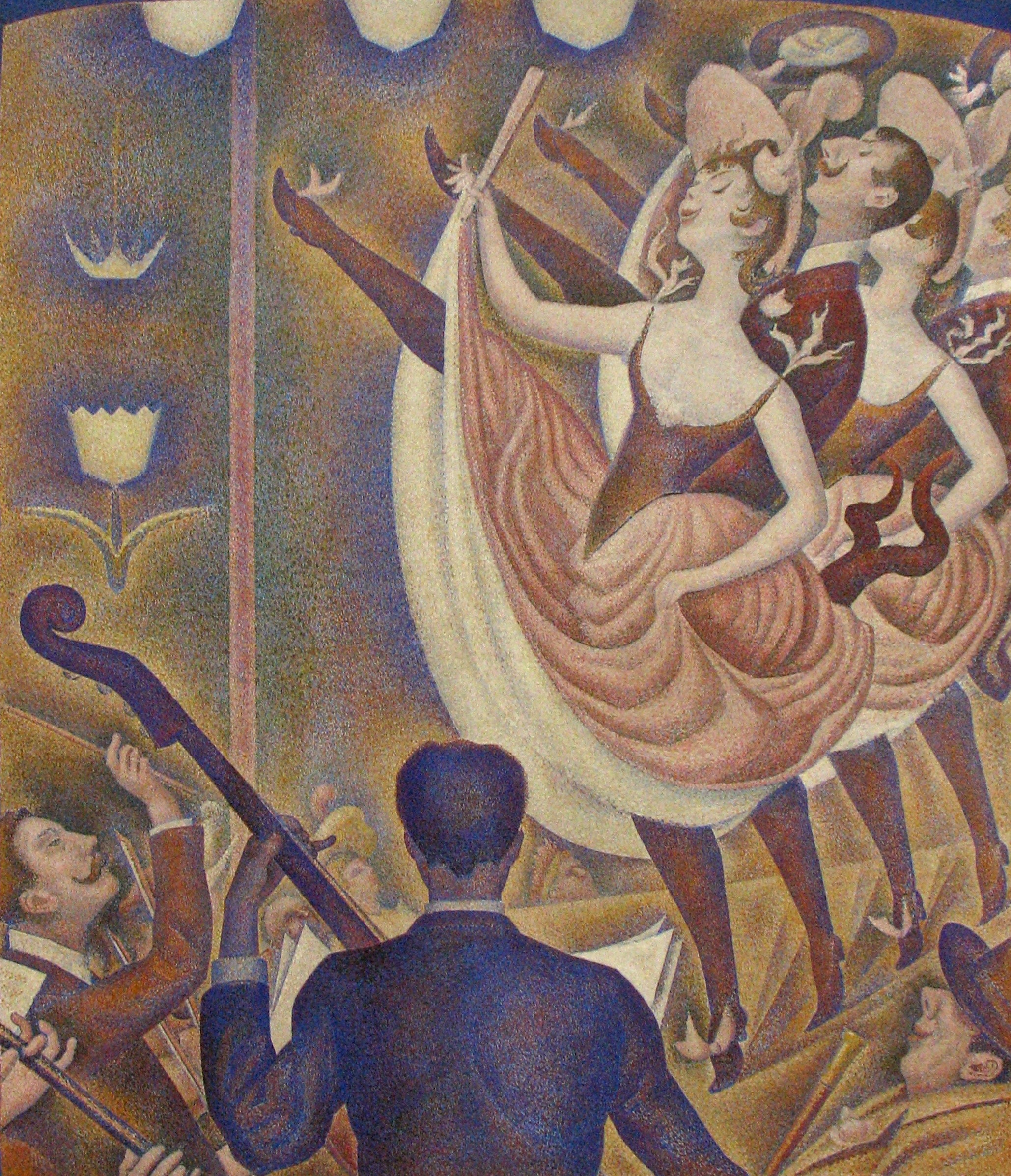
Georges Seurat: Can-Can (Le Chahut), 1890
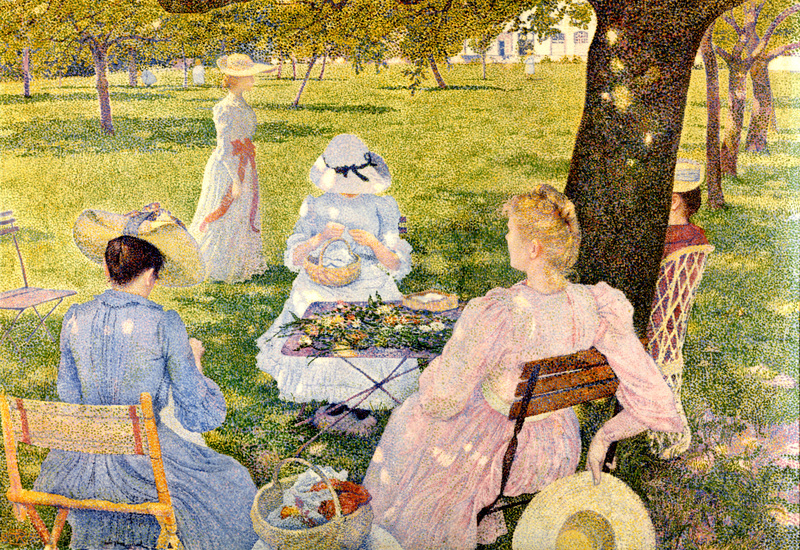
Théo van Rysselberghe: Familie in einem Obstgarten, 1890
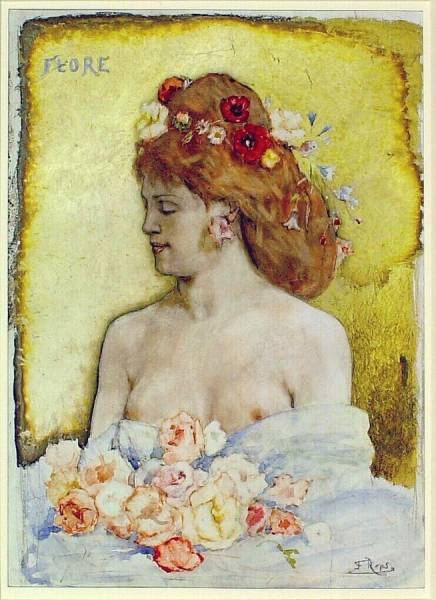
Félicien Rops: Flore, spätes 19. Jahrhundert
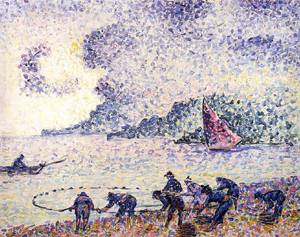
Henri Edmond Cross: Pécheur, 1895
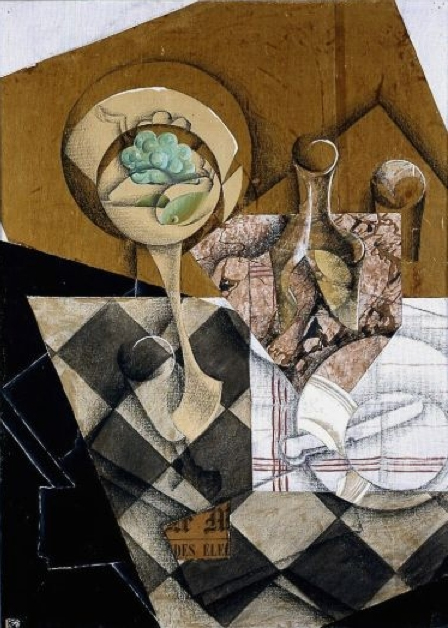
Juan Gris: Le Compotier, 1914
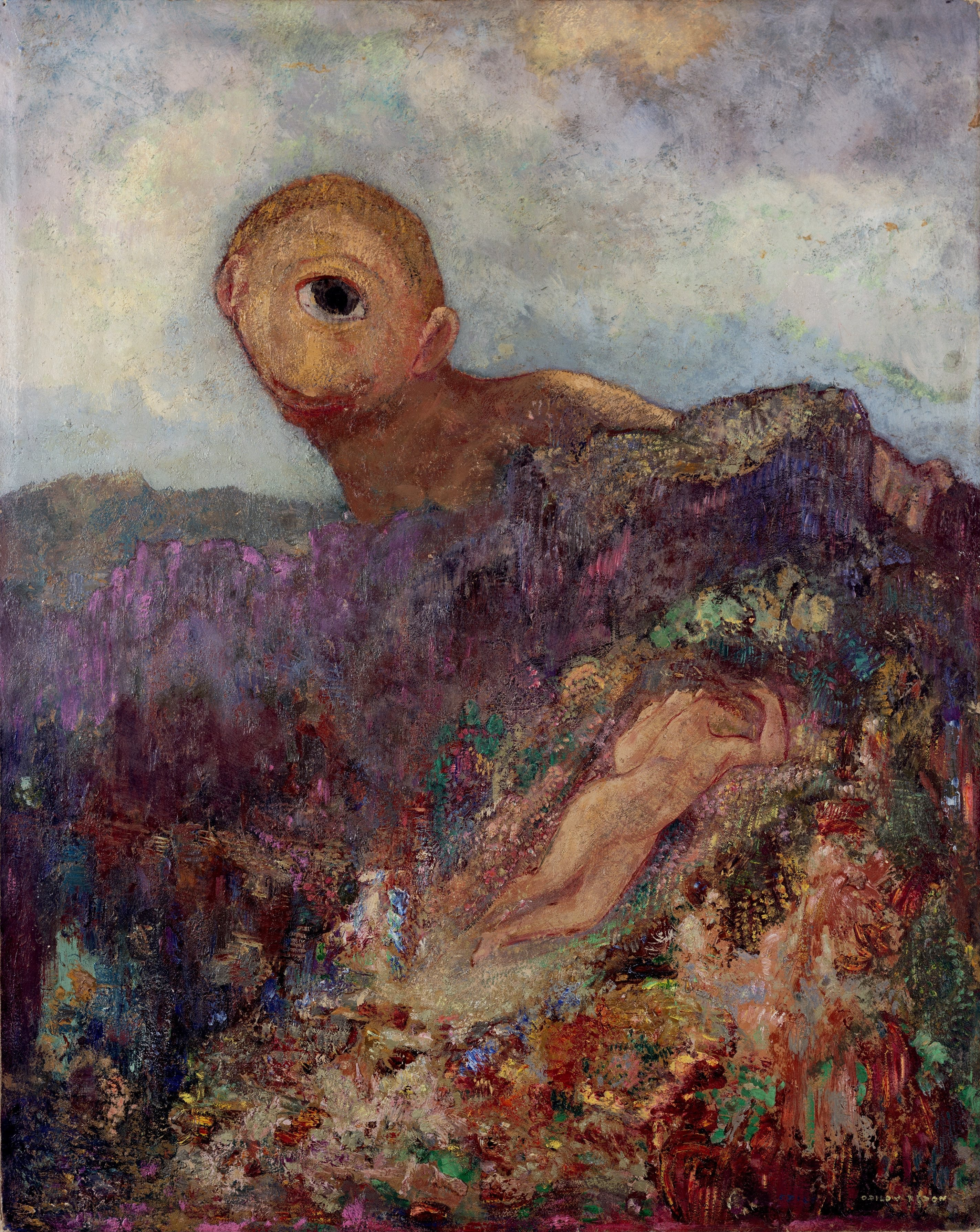
Odilon Redon: Le cyclope, um 1914
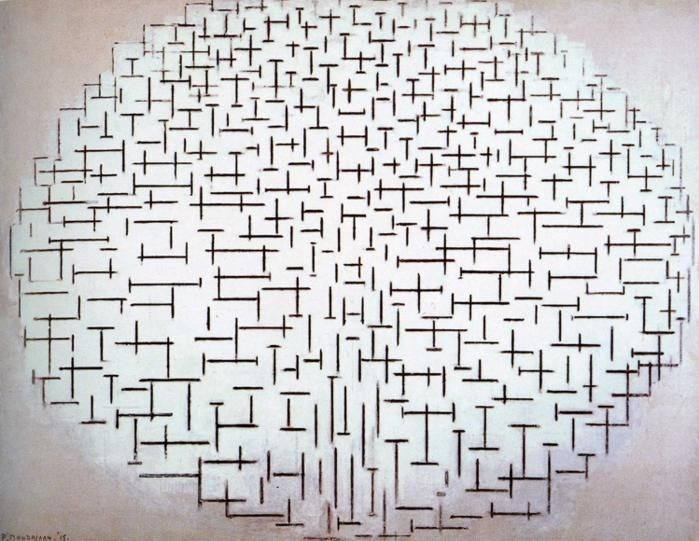
Piet Mondrian: Komposition Nr. 10, 1915
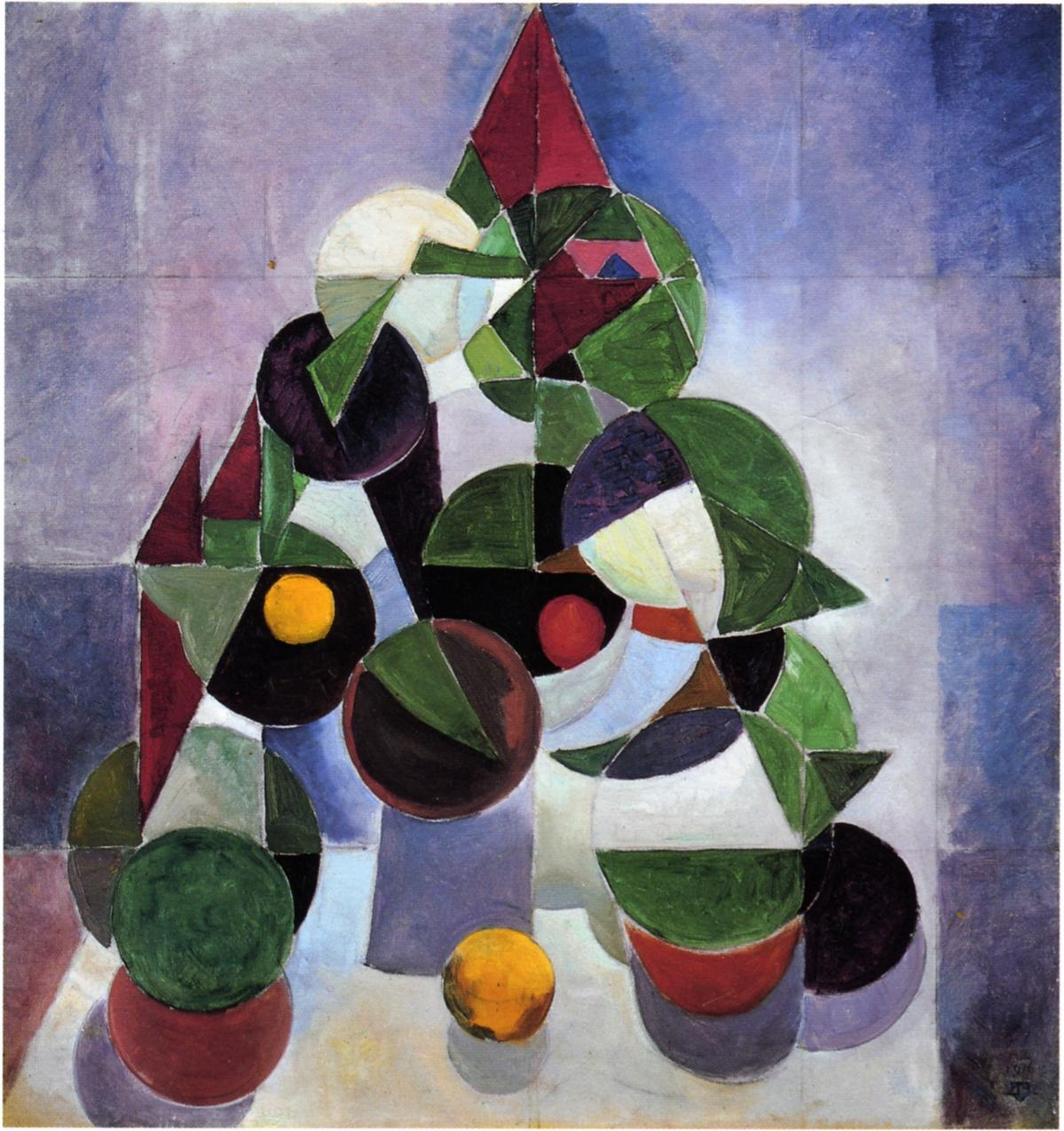
Theo van Doesburg: Composition I, 1916
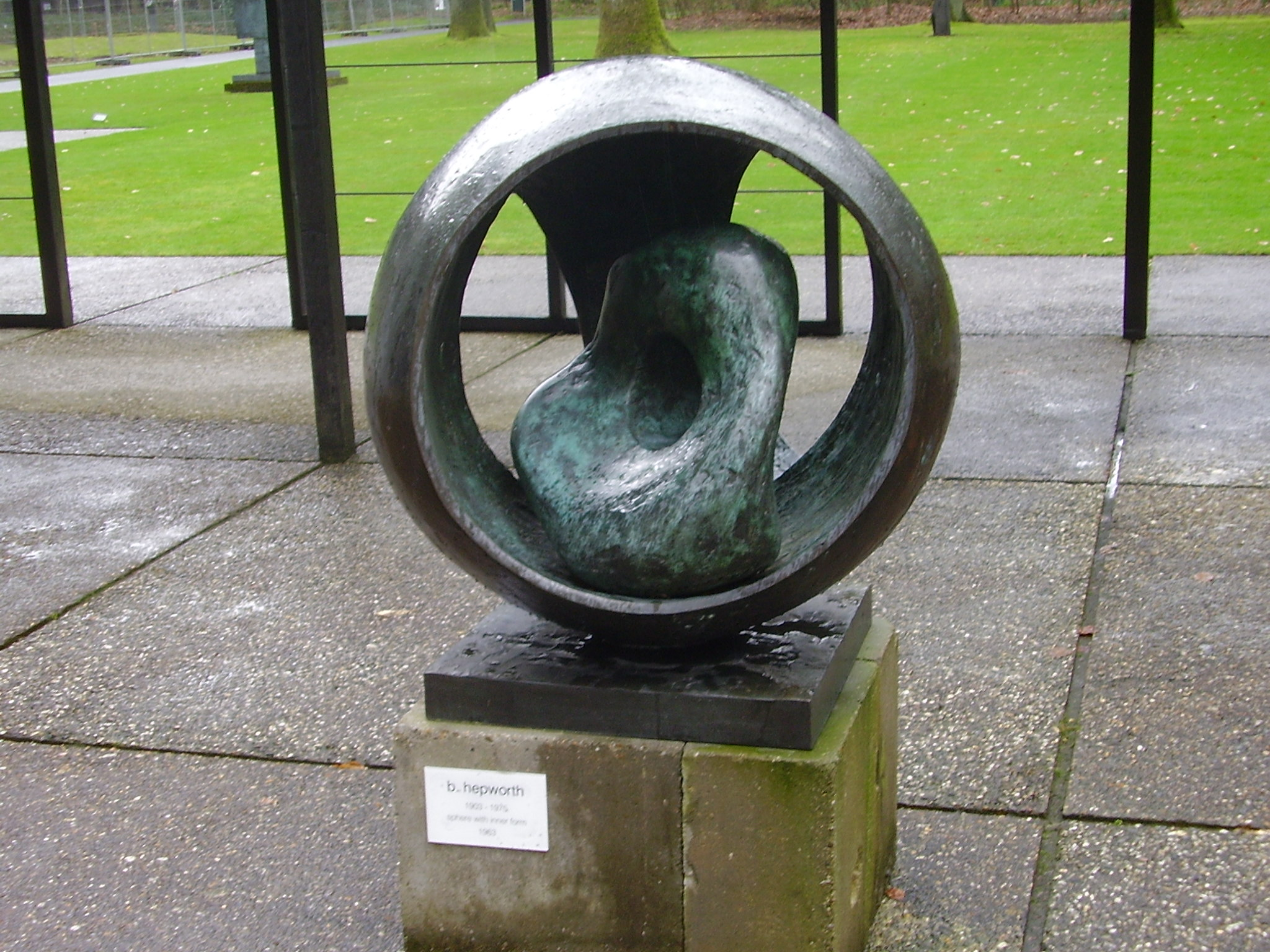
Barbara Hepworth: Sphere with Inner Form, 1963

Pablo Picassos Bild Die Madriderin aus dem Jahr 1901 bildet den Auftakt zu Arbeiten des 20. Jahrhunderts. Dieses noch von älteren Malstilen geprägte Bild steht im Gegensatz zu der von afrikanischer Kunst beeinflussten Gouache Stehender Akt, welche den Kubismus erahnen lässt. Der von Helene Kröller-Müller besonders geschätzte Kubismus ist mit Werken aller wichtigen Vertreter dieser Stilrichtung im Museum zu sehen. Von Pablo Picasso gibt es das Gemälde Die Geige, von Juan Gris ein Stillleben mit Öllampe, Kollage mit Obstschale und Karaffe und Stillleben mit Karaffe und Zitrone sowie von Fernand Léger Drei Nackte in einem Wald und Der Typograph. Zunächst ebenso begeistert war Frau Kröller-Müller von Piet Mondrian, dessen Werke Komposition XI, Komposition in Linie und Farbe, Komposition Nr. 10 und Komposition in Karoform in der Sammlung sind. Mondrians Hinwendung zur Abstraktion hingegen hat die Sammlerin nicht nachvollzogen und auch Werke anderer Künstler dieser Kunstrichtung, wie beispielsweise Wassily Kandinsky, nicht in die Sammlung aufgenommen. Andere Entwicklungen wie der Expressionismus und der Surrealismus fanden ebenfalls keine Gnade bei der Sammlerin und fehlen heute im Museum. Hingegen war Helene Kröller-Müller eine große Förderin von Bart van der Leck, von dem das Museum 42 Gemälde und rund 400 Zeichnungen besitzt.
Die Schenkung der Sammlung von Helene Kröller-Müller an den niederländischen Staat war an zahlreiche Bedingungen geknüpft, zu denen nicht nur die Errichtung eines Museums gehörte, sondern die auch zur permanenten Ausstellung der Werke verpflichteten und Regelungen für die Betreuung und den Ankauf weiterer Werke betrafen. Nach dem Tod der Sammlerin kamen daher nur noch vereinzelt Gemälde neu in das Museum. Die Sammlung hat nicht den Anspruch, einen umfassenden Überblick über die Kunstgeschichte zu geben, sondern ist auf bestimmte Epochen spezialisiert.
Nach dem Zweiten Weltkrieg entstand ein neuer Schwerpunkt mit der Sammlung von zeitgenössischen Skulpturen und Objektkunst. Aufbauend auf einzelne außereuropäische Skulpturen aus der Sammlung Kröller-Müller zeigt das Museum Kleinplastiken, Skulpturen, Installationen und Objekte der verschiedensten Strömungen seit dem Beginn des 20. Jahrhunderts. Zu sehen sind Einzigartige Formen der Kontinuität im Raum von Umberto Boccioni, EOS IX von Jean Tinguely, Matrose mit Gitarre von Jacques Lipchitz, Das Gebet von Julio González, fünf kleinere Skulpturen von Hans Arp, Raumkomposition 4 von Katarzyna Kobro und Structurist Relief von Charles Biederman. Weiterhin sind zu sehen Torso:Clementius von Ossip Zadkine und mehrere Arbeiten von Barbara Hepworth. Louise Nevelson ist im Museum mit der Arbeit Himmelskathedrale III zu sehen und von Carl Andre besitzt das Museum die Arbeit Henge on Threshold (Meditation on the year 1960). Die Sammlung zeigt darüber hinaus Relief R 71-4 von Jan Schoonhoven, Relief: Klare Relationen von Jesús Rafael Soto, Sphère-trame von François Morellet sowie eine Messingarbeit ohne Titel von Donald Judd. Weitere bekannte Künstler aus der zweiten Hälfte des 20. Jahrhunderts sind Christo mit einer Empaquetage genannten Arbeit, Mario Merz mit dem Werk Prähistorischer Wind aus vereisten Bergen, Richard Long mit der Installation Stone Line und Dan Flavin mit der Lichtskulptur Quietly to the Memory of Mia Visser.
Ergänzt wird diese Abteilung des Museums durch eine Vielzahl von Zeichnungen, die die Bildhauer teils als Vorarbeiten für die Skulpturen anfertigten oder aber Entwürfe für nicht ausgeführte Werke darstellen. Hierzu zählen Arbeiten von Alberto Giacometti, Claes Oldenburg, Richard Serra, Christo und Panamarenko.

## Skulpturenpark
Die erste Skulptur im Park der Hoge Veluwe ließ Helene Kröller-Müller bereits 1915 aufstellen. Im Norden des Geländes kam ein Denkmal für Christiaan de Wet vom Bildhauer Joseph Mendes da Costa zur Aufstellung. Die Vorbilder für den heutigen Skulpturenpark sind die seit 1949 stattfindenden Skulpturenausstellungen im Londoner Battersea Park, die seit 1950 im Middelheim Park von Antwerpen gezeigten Ausstellungen und die seit 1954 im wenige Kilometer vom Kröller-Müller Museum entfernten Park Sonsbeek bei Arnheim stattfindenden Freiluftausstellungen. 1961 entstand dann unter der Leitung von J.T.P. Bijhouwer der erste Abschnitt des heutigen Skulpturenpark am Kröller-Müller-Museum, der inzwischen auf über fünfundzwanzig Hektar angewachsen ist.
Zwei Bildhauerarbeiten der klassischen Moderne bilden den Auftakt der Arbeiten im Außenbereich. Neben dem Bronzeguss Frau in Hockestellung von Auguste Rodin ist auch der Bleiguss Die Luft von Aristide Maillol ausgestellt. Gleich mehrere Bronzearbeiten besitzt das Museum von Chaim Lipchitz und Barbara Hepworth im Skulpturenpark. Aus Eisenträgern ist die K-Stücke genannte Arbeit von Mark di Suvero und das Spin Out for Robert Smithson genannte Werk von Richard Serra besteht aus drei Stahlplatten und rahmt den Eingang zu einem kleinen Tal des Geländes ein. Die aus fünf Bronzekugeln bestehende Installation Concetto spaziale natura von Lucio Fontana sind ebenso zu sehen wie die Stahlarbeiten Reel I von Phillip King und Säule von André Volten. Aus dem gleichen Material sind die Werke Wandering rocks: dud, slide, crocus, shaft, smohawk von Tony Smith und Palisade von Evert Strobos. Direkt aus der Skulpturenausstellung in Arnheim-Sonsbeek konnte das Museum die überdimensionale, über elf Meter hohe Maurerkelle von Claes Oldenburg erwerben. Darüber hinaus besitzt das Museum Arbeiten von Kenneth Snelson, Cornelius Rogge, David van de Kop, Fritz Wotruba, Joep van Lieshout und Marta Pan.

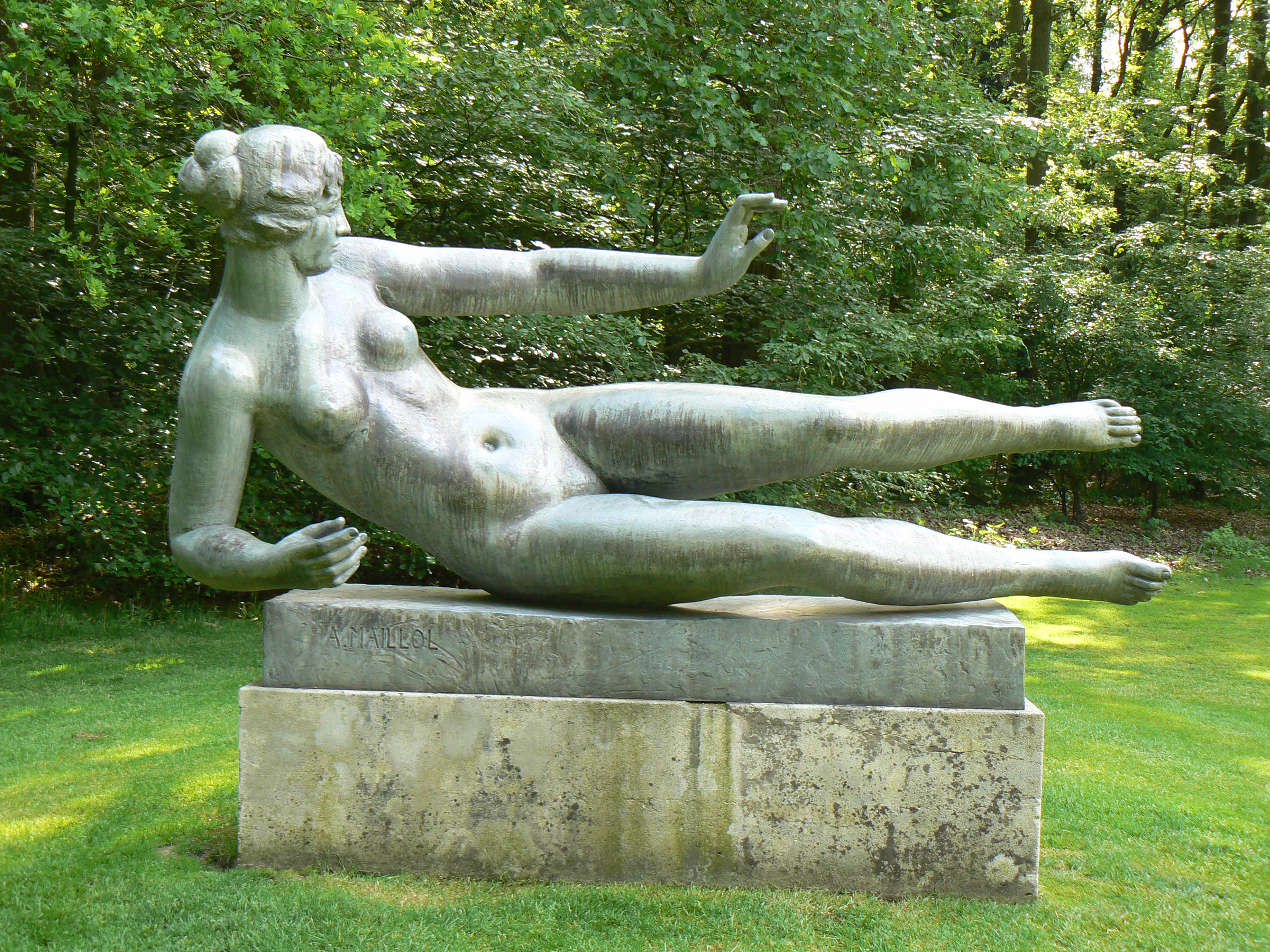
Aristide Maillol: L’Air (Die Luft), 1939
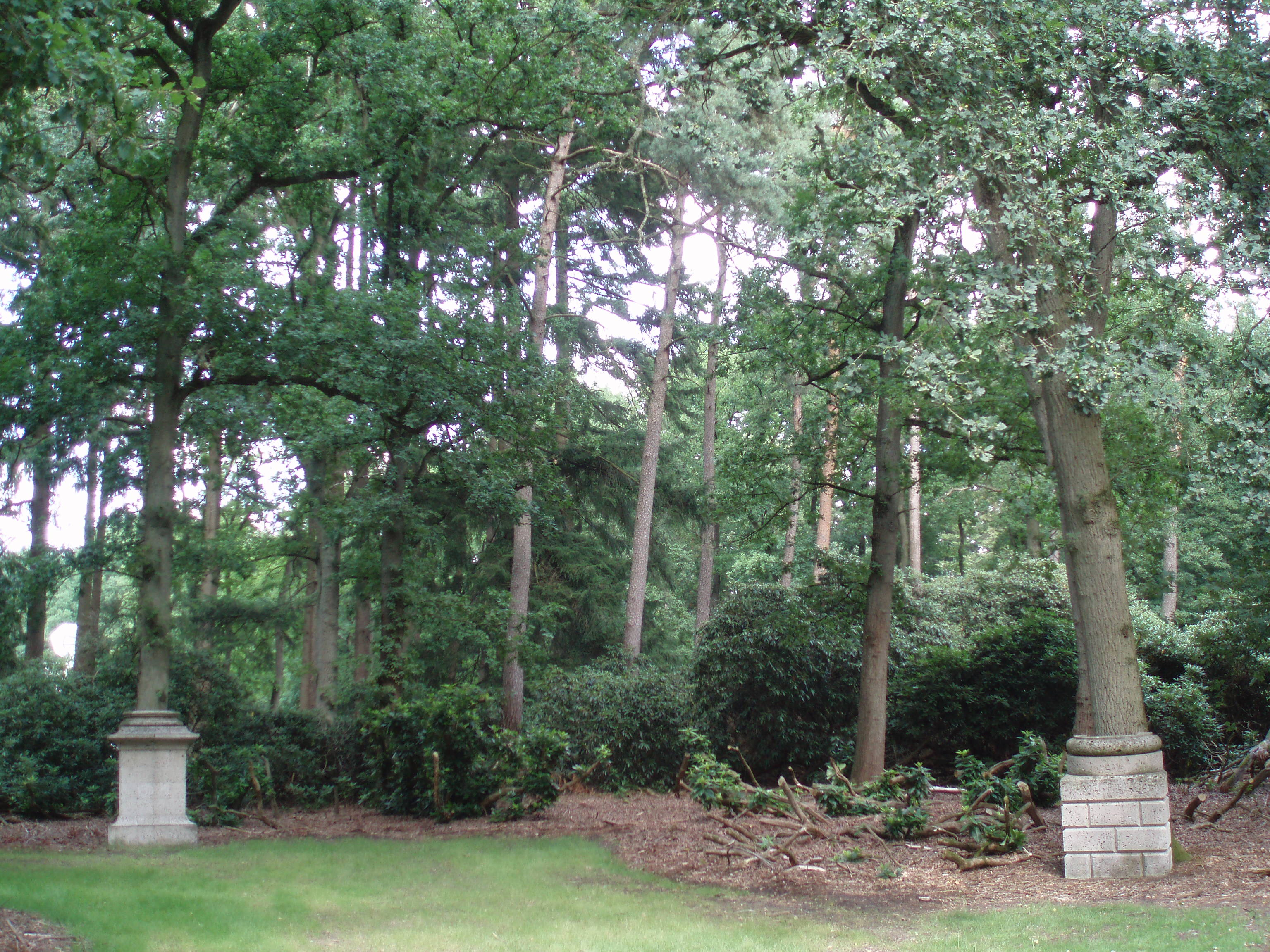
Ian Hamilton Finlay: Five Columns
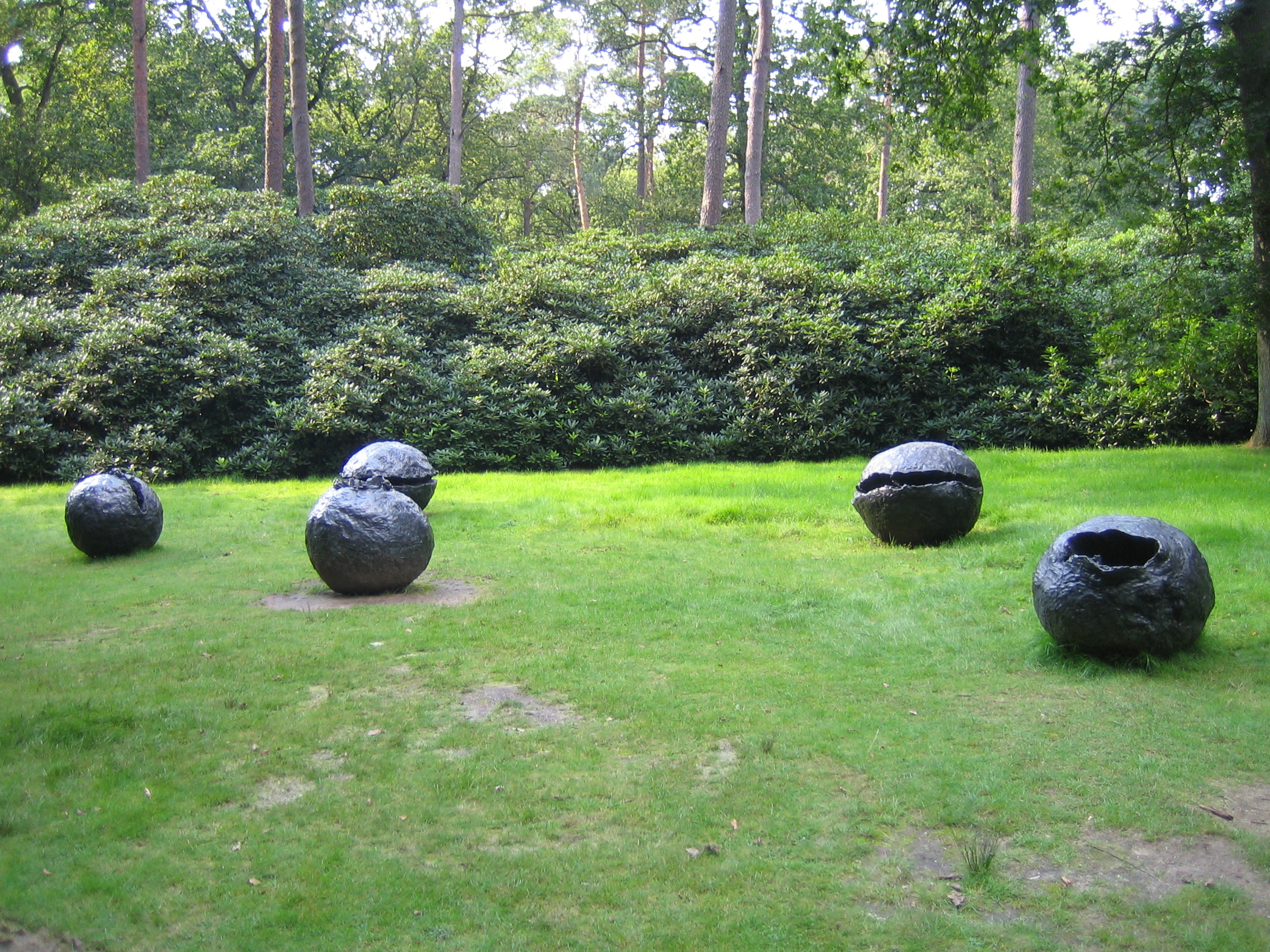
Lucio Fontana: Concetto spaziale natura, 1959/1960
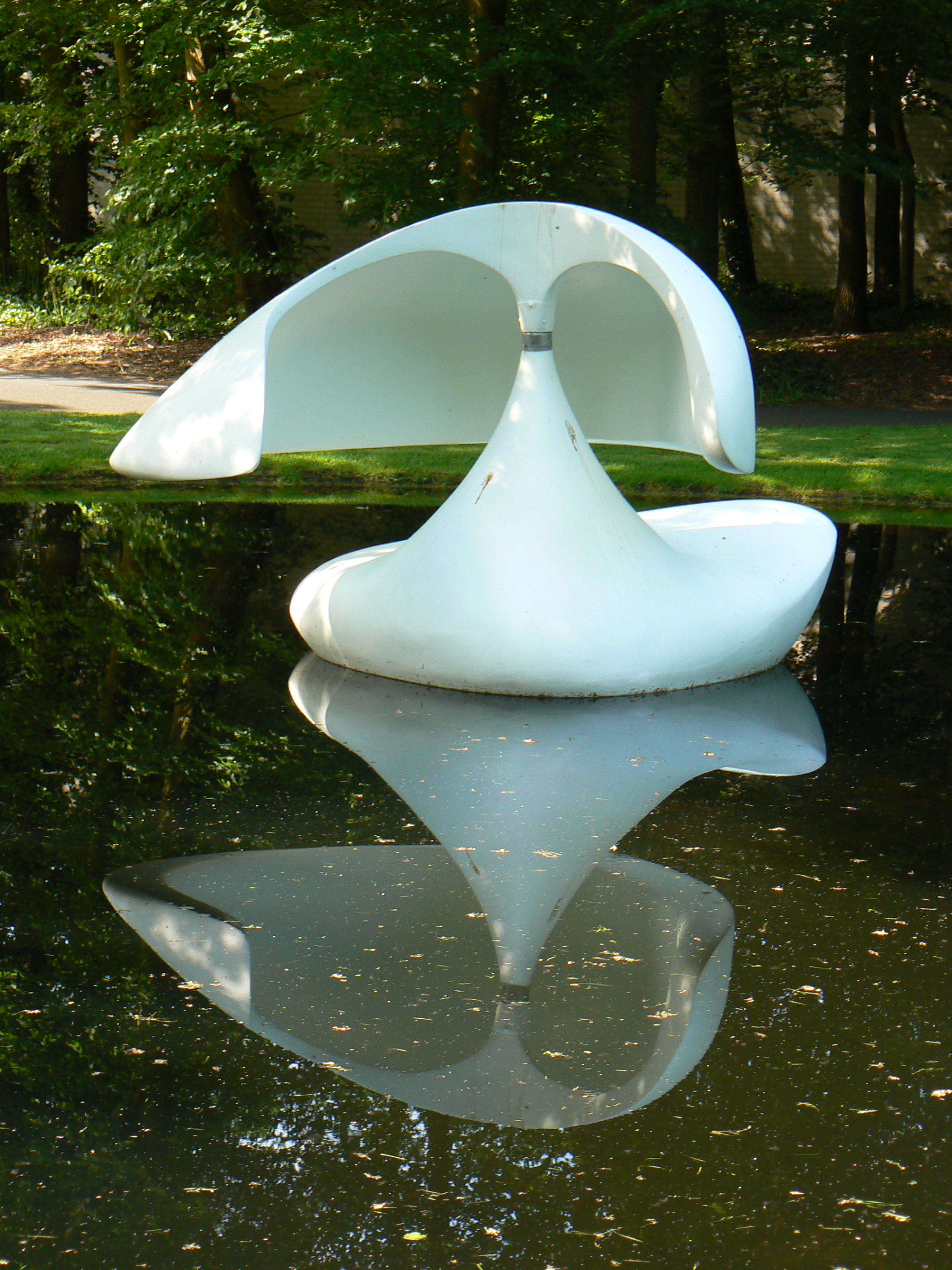
Marta Pan: Sculpture flottante, 1960/1961
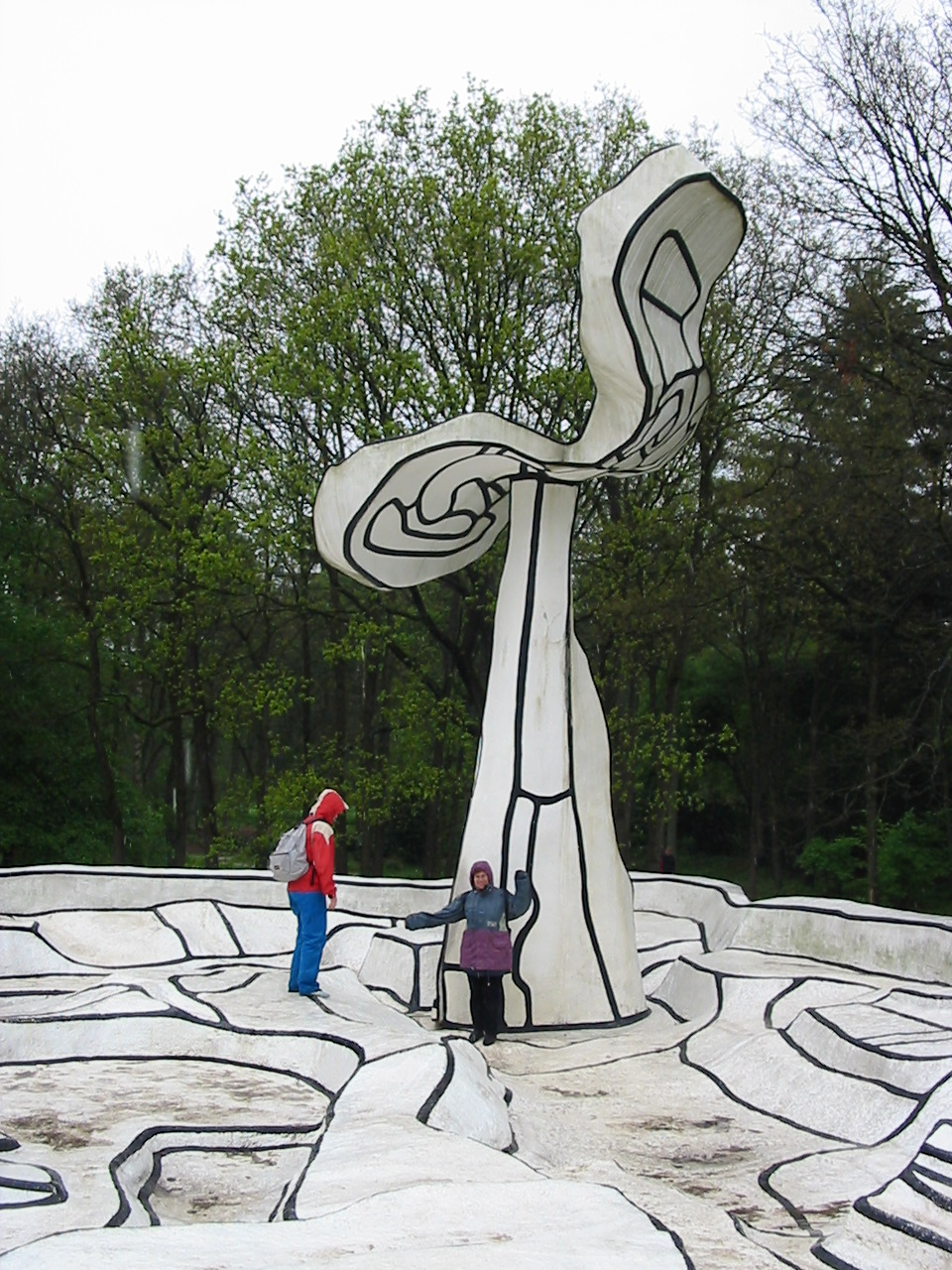
Jean Dubuffet: Jardin d’émail, 1974

Zu den bekanntesten Arbeiten im Park gehört die 8 × 20 Meter große begehbare Betonskulptur Jardin d’émail von Jean Dubuffet. Außerhalb des eigentlichen Skulpturenparks, in der Nähe der Fundamente des von van de Velde ursprünglich geplanten Museumsbaues, steht Henry Moores Skulpturengruppe Drei stehende Motive, Nr. 1, 2, 7.  

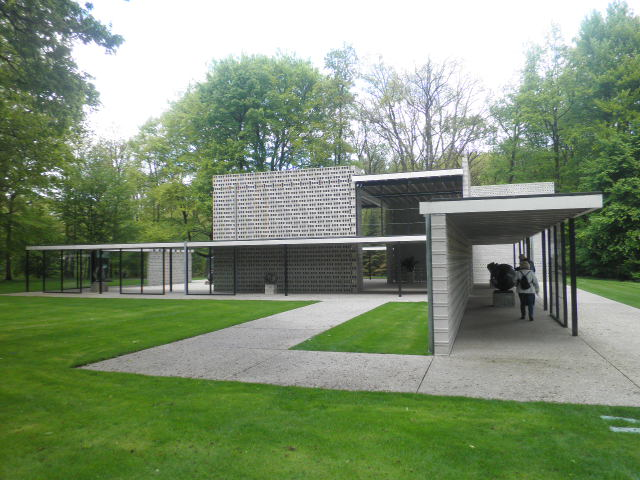
Der Rietfeld-Pavillon

Im Skulpturengarten steht auch der 1965 von Gerrit Rietveld errichtete Rietfeld-Pavillon. 1955 hatte  Gerrit Rietveld einen Pavillon für die Ausstellung kleiner Skulpturen auf der Dritten Internationalen Skulpturenausstellung im Sonsbeek Park in Arnheim entworfen. Er war als vorübergehende Konstruktion gedacht und wurde nach Ende der Ausstellung abgebaut. Zehn Jahre später fand das Gebäude auf Initiative mehrerer niederländischer Architekten unter einem neuen Namen im Skulpturengarten des Kröller-Müller-Museums ein dauerhaftes Zuhause. Am 8. Mai 1965 wurde der Pavillon mit einer Ausstellung von Skulpturen von Barbara Hepworth offiziell eingeweiht. Er wurde später wegen starker Schäden demontiert, aber im Jahr 2010 hat das Museum die Struktur mit neuen Materialien wieder aufgebaut und sich dabei möglichst nah an den ursprünglichen Entwurf von Rietveld gehalten. Teile des Pavillons von 1965 wurden wiederverwendet.

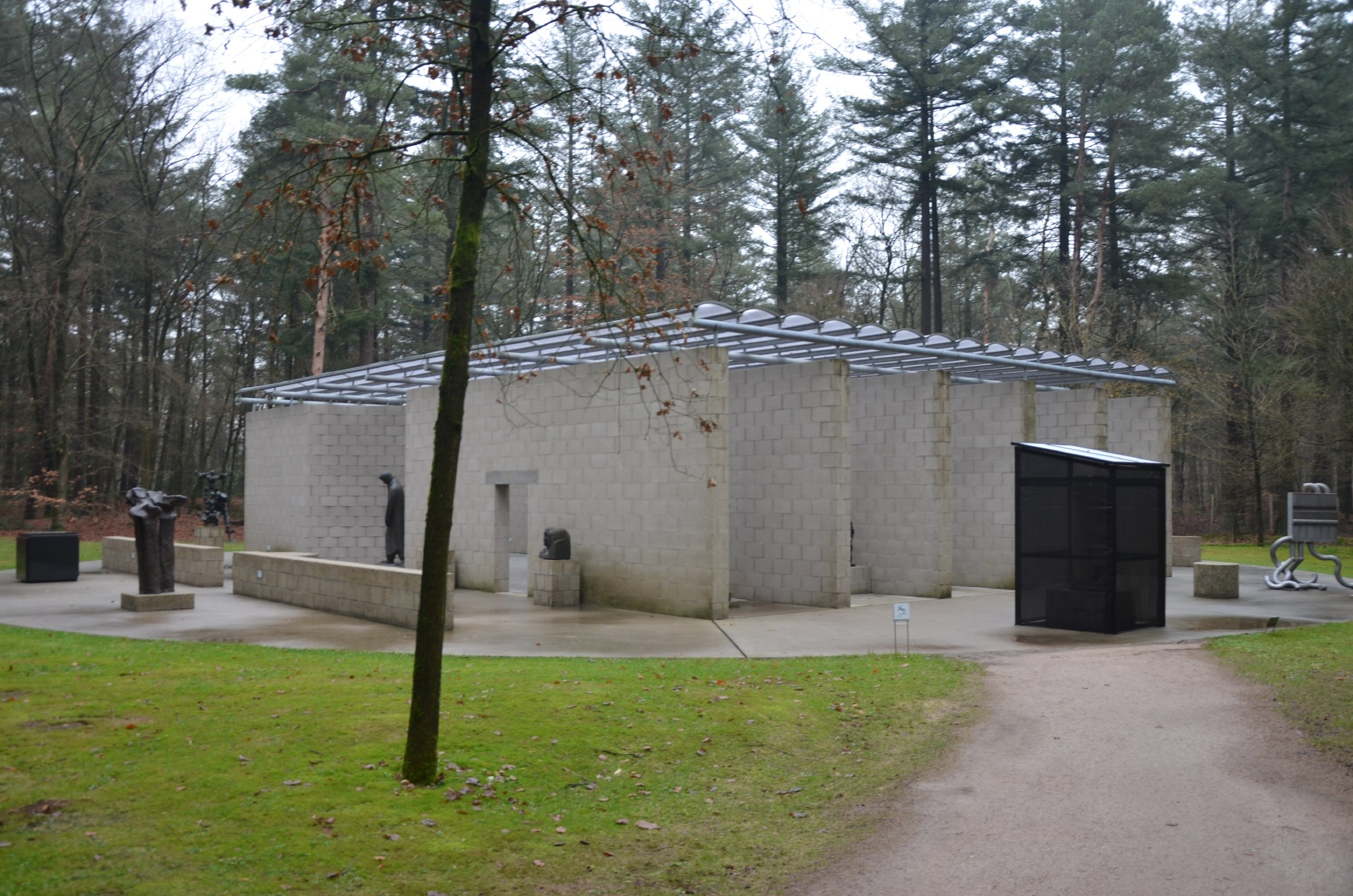
Der Van Eyck-Pavillon

Ein weiterer Pavillon wurde nach Plänen von Aldo van Eyck rekonstruiert und im März 2006 eröffnet. Der Architekt hatte den Pavillon 1966 für eine temporäre Skulpturenausstellung gebaut. Er wurde nach dem Sommer wieder abgetragen, wurde aber als Schlüsselwerk sowohl für Eycks Œuvre als auch für die niederländische Architektur gesehen. Der Grundriss wurde auf einer Kreisfläche im Park als scheinbar quadratisches Gebäude entworfen. Es setzt sich jedoch aus unterschiedlich geformten Wandscheiben zusammen, die damit an Gartenlabyrinths in den Parks des Barock erinnern. In halbrunden Nischen werden die Skulpturen gezeigt. Die Wände sind jedoch keine glatten weißen Galeriewände, sondern wurden bewusst als derb verfugte Mauern aus Formsteinen gefertigt, die den Eindruck einer unfertigen Baustelle hinterlassen, ebenso wie auch die Podeste der Skulpturen. Das Dach besteht aus einer filigranen Glaskonstruktion, die im Kontrast zu den groben Mauern steht.
Siehe auch Liste der Künstler im Kröller-Müller-Museum.

## Direktorinnen und Direktoren
- 1938–1939: Helene Kröller-Müller
- 1947–1963: Bram Hammacher
- 1963–1990: Rudi Oxenaar
- 1990–2011: Evert van Straaten
- 2011–2023: Lisette Pelsers
- seit 2024: Benno Tempel[4]